# Tecoaque

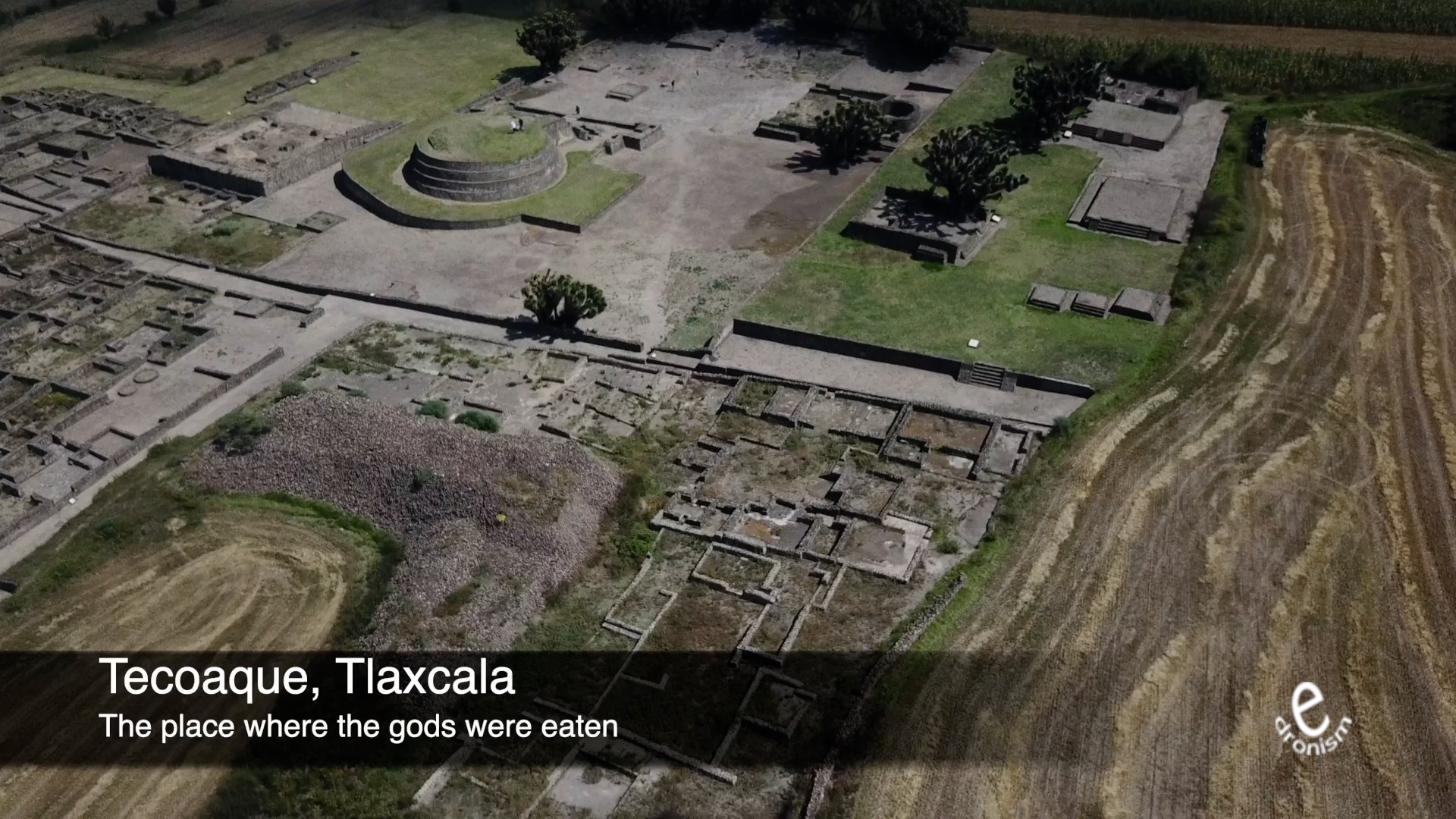
Tecoaque ("El lugar donde se comieron a los dioses o señores")

Tecoaque es un sitio arqueológico mesoamericano, ubicado en el municipio de Calpulalpan en el occidente del estado mexicano de Tlaxcala. Se cree que el sitio fue creado por la cultura de Tetzcuco.
La zona fue agregada a la lista indicativa del Patrimonio Mundial de la Organización de las Naciones Unidas para la Educación, la Ciencia y la Cultura (UNESCO) el 6 de diciembre de 2004 en la categoría Cultural.
Actualmente, se encuentra protegido bajo la jurisdicción del Instituto Nacional de Antropología e Historia (INAH) con el código ZA150 catalogado como monumento histórico. Se localiza a 71 kilómetros de la ciudad de Tlaxcala, a 92 kilómetros de la ciudad de Puebla y a 65 kilómetros  de la Ciudad de México.

## Toponimia
Tecoaque es un término de la lengua náhuatl lo que se interpreta al idioma español como «Lugar en donde se comieron a los señores o dioses». De acuerdo a fuentes históricas el sitio era llamado «Zultepec» previo a la colonización española, de este modo, en 2001 se planteó cambiar el nombre de la zona arqueológica.

## Historia
El sitio fue abierto al público oficialmente el 28 de noviembre de 2012, durante el sexenio del presidente, Felipe Calderón Hinojosa.
El territorio tenía fronteras con la región Acolhua de la cuenca de México de la cual formaba parte. Durante su auge tuvo rutas comerciales con Teotihuacán, Texcoco y Tenochtitlán. La pirámide más importante es la dedicada al dios del viento, Ehécatl.
A la llegada de los españoles, algunos de estos, incluyendo mujeres y un esclavo africano, fueron capturados junto para después ser sacrificados por indígenas acolhuas. En las exploraciones realizadas por el Instituto Nacional de Antropología e Historia (INAH) fueron hallados esqueletos humanos, con carencias de ciertos huesos, los cuales eran entregados a los guerreros como «huesos trofeo»
También se localizaron restos óseos de hombres, mujeres y niños españoles, negros y mulatos. El número de sacrificios se calcula en 550 personas que integraban una caravana que acompañaba a Hernán Cortés.